# 少林水库
少林水库是中国河南省郑州市登封市境内的一座水库，位于少林寺河上，建于1977年。水库正常库容为800万立方米，集雨面积为41平方千米，海拔为533.55米。